# Henrik Bjelke

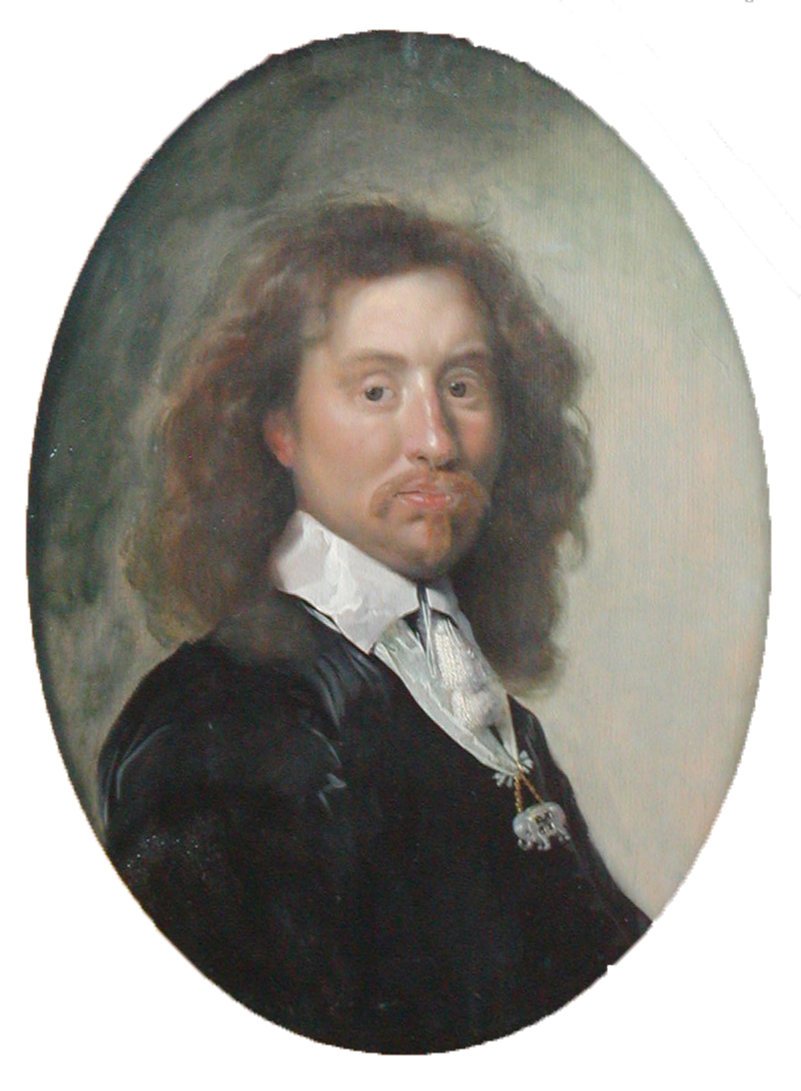
Der Norweger Henrik Bjelke war 1657/62–1679/83 Dänemarks letzter Reichsadmiral

Henrik Bjelke (* 13. Januar 1615 in Eligaard, Østfold, Norwegen; † 16. März 1683 in Kopenhagen) war ein norwegischer Admiral, Marinepolitiker und Reichsrat in dänisch-norwegischen Diensten.

## Leben
Henrik war der Sohn des norwegischen Kanzlers Jens Bjelke (1580–1659) und jüngerer Bruder des ebenfalls als (letzter) norwegischer Kanzler fungierenden Ove Bjelke (1604/11–1674/79). Henriks jüngerer Bruder Jørgen Bjelke (1621–1697) war dänischer General und Reichsrat. Der Vizeadmiral Christian Bjelke (1645–1694) war Henriks Schwiegersohn und entfernter Verwandter einer Nebenlinie.
Im Alter von 18 Jahren begab sich Henrik Bjelke auf Bildungsreise ins Ausland, studierte in Padua und erhielt eine militärische Ausbildung in Holland unter Friedrich Heinrich von Oranien. Während des Torstenssonkrieges kämpfte er 1644 als Flaggoffizier an der Seite seines Königs Christian IV. sowohl in der Seeschlacht auf der Kolberger Heide als auch in der darauffolgenden Seeschlacht bei Fehmarn und diente in Norwegen als Hauptmann bzw. Oberst unter Hannibal Sehested. Bis 1648 kämpfte er als Freiwilliger unter Peter Melander von Holzappel in Deutschland gegen die Schweden, dann wurde er vom dänischen König Friedrich III. zum Ritter des Elefanten-Ordens erhoben und übernahm den Posten eines Stiftamtmannes über Island. Trotz seiner Heeresausbildung und -erfahrung trat er 1650 in die dänische Marine ein, wurde 1653 Geschwaderkommandeur und 1657 Nachfolger des Reichsvizeadmirals Niels Trolle, der als Statthalter nach Norwegen ging. Drittwichtigster Mann der Marine wurde Holmadmiral Niels Juel.
Als neuer Reichsvizeadmiral (Rigsviceadmiral) kommandierte Bjelke zusammen mit Juel und dem niederländischen Admiral Michiel de Ruyter die dänische Flotte während eines erneuten Krieges gegen Schweden 1657–1660, da Reichsadmiral Ove Gjedde in schwedische Gefangenschaft geraten war. Bjelke nahm an der Seeschlacht im Öresund teil, kämpfte mit wechselndem Glück gegen den schwedischen Admiral Clas Bjelkenstjerna und zeichnete sich bei Falsterbo, Rödsand sowie im Kampf um Fünen aus.
Nach Gjeddes Tod und Friedrichs absolutistischen Umsturz 1660 wurde der königstreue Bjelke Präsident des Admiralitätskollegiums, Reichsrat und 1662 schließlich selbst Reichsadmiral. 1665 war er sogar als möglicher Reichskanzler im Gespräch. Bjelke widmete sich fortan dem Wieder- und Neuaufbau der 1658/1660 geschlagenen Marine, den eigentlichen Oberbefehl über die Flotte übernahm aber zunächst der ebenfalls aus Norwegen stammende und zum Generaladmiral ernannte Vizepräsident des Admiralitätskollegiums, Cort Adeler, ab 1676 dann der niederländische Generaladmiral Cornelis Tromp. Während des Schonenkrieges leitete Bjelke zwar noch die Planung, führte aber selbst kein operatives Kommando mehr. Helden des Krieges wurden Juel und Tromp. Bei Kriegsende trat Bjelke 1679 aufgrund seines inzwischen hohen Alters zurück. Das bedeutungslos gewordene Amt des Reichsadmirals wurde nach seinem Tod abgeschafft.
Bereits 1649 hatte Henrik Bjelke die dänische Adelige Edel Christoffersdatter Ulfeldt (1630–1676) geheiratet, mit ihr hatte er zwei Söhne, die zu Beginn des 18. Jahrhunderts während des Spanischen Erbfolgekrieges fielen. Christoffer Bielke (1654–1704) fiel als Generalmajor auf kaiserlicher Seite bei Höchstädt, Christian Frederik Bielke (1670–1709) als Brigadier bei Malplaquet. Seine Tochter Sophie Marie (1657–1686) heiratete 1680 den Vizeadmiral Christian Bjelke; nach ihrem Tod heiratete Christian Bjelke eine Tochter des Admirals Niels Juel.